# Daptonema oxyuroides
Daptonema oxyuroides is een rondwormensoort uit de familie van de Xyalidae. De wetenschappelijke naam van de soort is voor het eerst geldig gepubliceerd in 1931 door Stekhoven.